# Roberto Lagalla
Roberto Lagalla, né le 16 avril 1955 à Bari, est un universitaire et homme politique italien.
Professeur de radiologie, il est assesseur de la Région sicilienne à la Santé de 2006 à 2008, recteur de l'Université de Palerme de 2008 à 2015, et assesseur régional à l’Éducation et la Formation professionnelle de 2017 à 2022. Après avoir adhéré à l'UdC, il devient maire de Palerme et de sa métropole le 20 juin 2022 à la tête d'une coalition de centre droit.

## Biographie

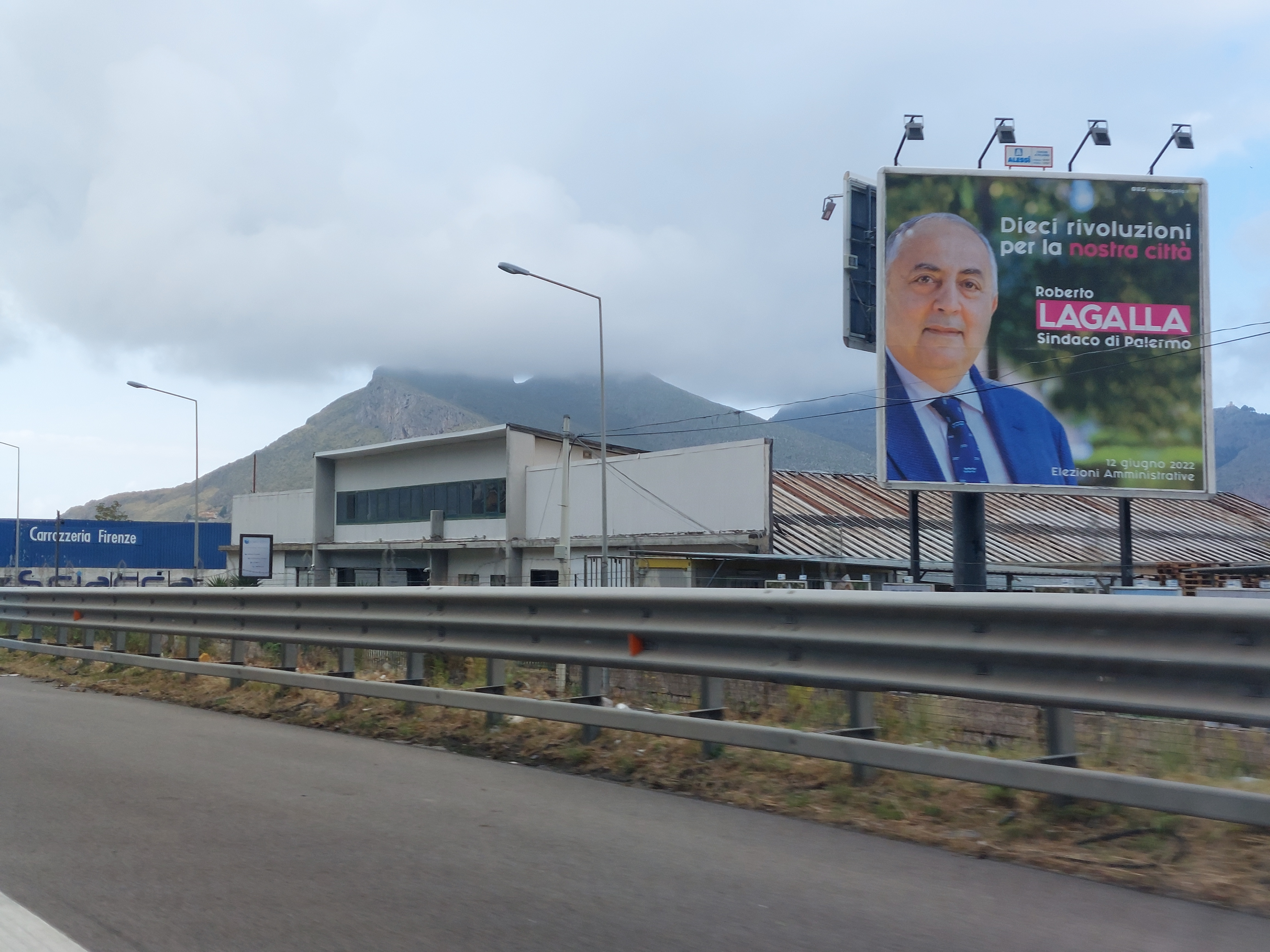
Affiche électorale de Roberto Lagalla à Palerme pour les élections municipales de juin 2022.

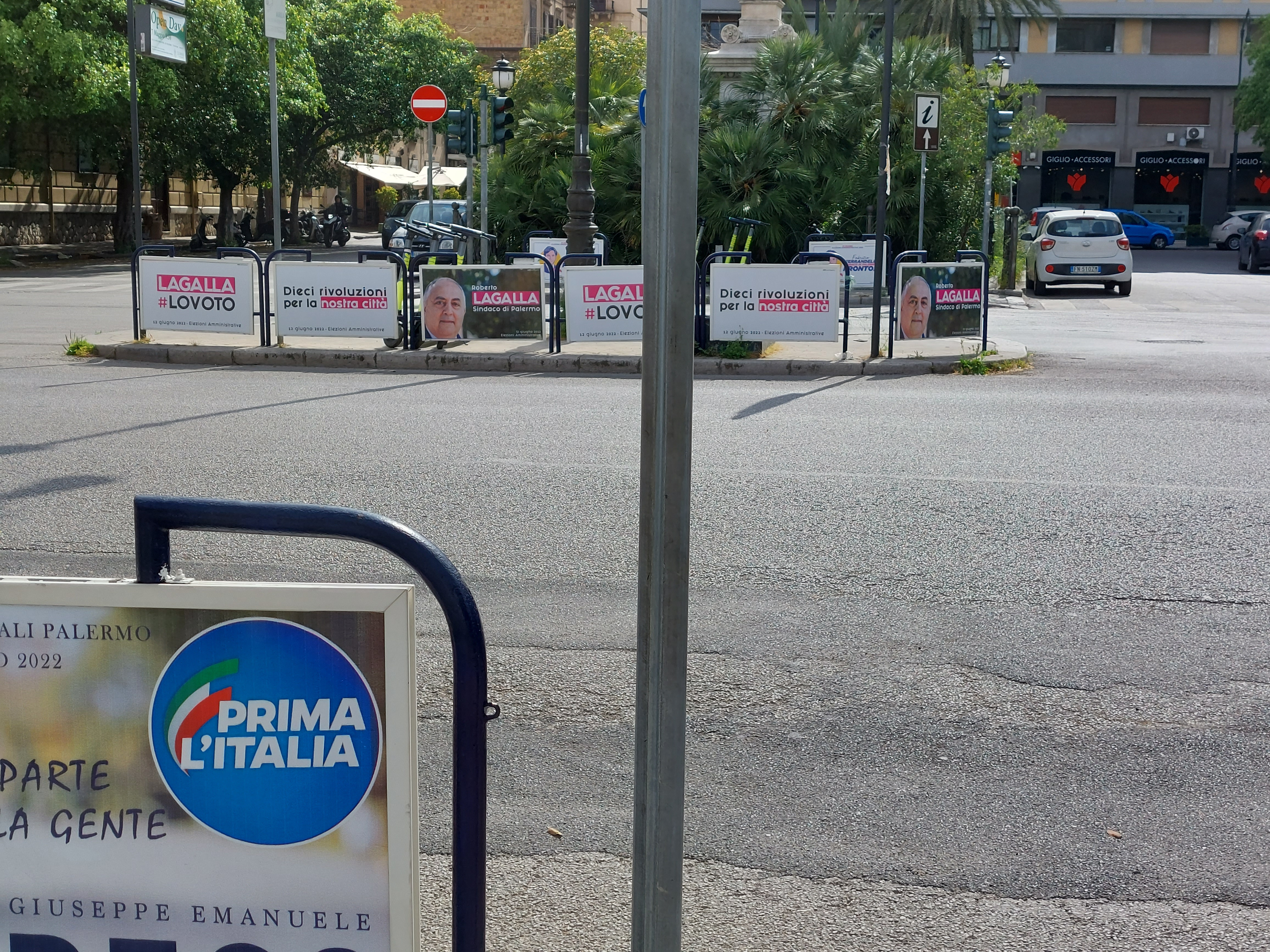
« Lagalla, #Lovoto » dans une rue de Palerme.

### Universitaire
Diplômé en médecine et chirurgie en 1979, il se spécialise en radiologie et radiothérapie oncologique à partir de 1983.
Professeur en imagerie et radiothérapie et directeur du département de Sciences radiologiques à la faculté de médecine de Palerme, il est l'auteur de plus de 450 publications scientifiques et préside la Société italienne de radiologie médicale de 2006 à 2008 après avoir été président du campus universitaire de la province d'Agrigente de 2001 à 2006.
Il a également été directeur du Conseil national de la recherche (CNR), du Département de biotechnologie et de médecine légale de l'Université de Palerme et président de l'Académie des études méditerranéennes d'Agrigente.
Il est assesseur régional à la Santé à partir du 7 juillet 2006, et jusqu'à la chute du deuxième gouvernement de Salvatore Cuffaro, en janvier 2008.
Il succède à Giuseppe Silvestri comme recteur de l'Université de Palerme le 1er novembre 2008. Il choisit comme vice-recteur Ennio Cardona, professeur de Gestion de l'énergie.

### Débuts politiques
Il crée le mouvement politique Idea Sicilia et est élu à l'Assemblée régionale sicilienne lors des élections régionales de 2017 sur la liste Idea Sicilia Popolari e Autonomisti. Il est appelé par Nello Musumeci comme assesseur régional pour l'éducation et la formation professionnelle en 29 novembre 2017.
Il est cité comme possible sous-secrétaire à l’Éducation lors de la constitution du Gouvernement Draghi en février 2021.
Il rejoint le groupe parlementaire de l'Union des démocrates chrétiens et de Démocrates du centre fin septembre 2021.

### Maire de Palerme
En mars 2022, il démissionne de sa charge gouvernementale régionale pour se présenter aux élections municipales de 2022 à Palerme. D'abord soutenu par Forza Italia, il est lâché par le parti au profit de Francesco Cascio mais il maintient sa candidature avec l'Udc et reçoit l'appui des leaders locaux d'Italia Viva, contestés par leur leader national Matteo Renzi. Après de longues négociations entre les partis lors desquelles il est soutenu par Marcello Dell'Utri et Salvatore Cuffaro, il devient le candidat de la droite unie au détriment de Carolina Varchi, députée choisie par Frères d'Italie, et de Francesco Cascio.
A l'issue du premier tour, il recueille plus de 48 % des suffrages, lui permettant d'être élu maire au premier tour. Sa victoire marque le retour en coulisses d'anciennes figures éclipsées par les mandats de Leoluca Orlando comme Raffaele Lombardo, Marcello Dell'Utri et Salvatore Cuffaro, et est entachée de suspicions à cause des condamnations pour leur proximité mafieuse de ces deux derniers soutiens, de son absence à la cérémonie commémorant l'attentat de Capaci et de l'invective de Maria Falcone, de l'arrestation de deux candidats de sa coalition quelques jours avant le premier tour et son fort score dans des quartiers à forte imprégnation criminelle,.
Il met un mois à nommer ses adjoints, coincés par les négociations entre les partis de sa coalition. Annoncée le 19 juillet, la junte ne comprend pas les deux prétendants à la mairie qui s’étaient désistés à son profit, l'autonomiste Salvatore Lentini et le FI Francesco Cascio. La député Frères d'Italie Carolina Varchi est nommée vice-maire. Les autres membres sont les Frères d'Italie Giampiero Cannella et Dario Falzone, les forzistes Rosi Pennino, Andrea Mineo et Aristide Tamajo, la leguiste Sabrina Figuccia, le démocrate chrétien Giuliano Forzinetti, le président renziste du conseil municipal sortant Salvatore Orlando, et les proches de Lagalla, le professeur Maurzio Carta et Antonella Tirrito.

## Honneurs
Il est citoyen d'honneur d'Agrigente et Recalmuto.